# ラストキッス
「ラストキッス」は、タンポポの1枚目のシングル。1998年11月18日に発売された。

## 概要
レコーディングには3日間、計30時間を要した。
オリコン初登場2位と、当時のASAYAN史上、デビューシングルとしての最高順位を記録した。
ジャケットやケースはマキシシングルと同様のサイズであるが、ディスクは8cmCDとなっている。
初回仕様特典にはトレーディングカードが封入されている。
TBS系列アニメ『魔術士オーフェン』前期エンディングテーマ。
テレビ東京系列『アイドルをさがせ!』オープニングテーマ。

## 収録曲
全作詞・作曲：つんく
1. ラストキッス - (4:05)
  - 編曲：小西貴雄
2. 時間よ止まれ - (3:47)
  - 編曲：高橋諭一・LH Project
3. ラストキッス (Instrumental) - (4:06)

## 参加ミュージシャン
ラストキッス
- キーボード＆プログラミング：小西貴雄
- マニピュレーター：勝浦剛
- ギター：是永巧一
- ストリングス：金原千恵子グループ
- コーラス：タンポポ
- アディショナルコーラス：つんく

## カバー
- Charlotte (Soul II Soul) - トリビュートアルバム『カバー・モーニング娘。ハロー!プロジェクト!』（2002年12月18日発売）に収録。
- Juice=Juice - アルバム『First Squeeze!』通常盤特典CD（2015年7月15日発売）に収録。
- モーニング娘。'23（牧野真莉愛・横山玲奈・北川莉央） - アルバム『モーニング娘。ベストセレクション 〜The 25周年〜』Disc2（2023年8月30日発売）に収録。